# Rick van der Ven
Rick van der Ven (Oss, 14 april 1991) is een Nederlands handboogschutter. Hij nam deel aan de Olympische Spelen van 2012 in Londen en van 2016 in Rio. 
Hij schiet linkshandig.

## Biografie
Hij doet aan boogschieten sinds 8-jarige leeftijd. In 2009 won hij bij het WK junioren in het Amerikaanse Ogden een zilveren medaille. Twee jaar later bij het WK junioren werd hij individueel vierde, met het team derde en met het gemengde team tweede.
In 2010 behaalde hij een negende plaats bij de Europese kampioenschappen in het Italiaanse Rovereto. In mei 2012 werd hij in Amsterdam zowel individueel als met het Nederlands team Europees kampioen met de boog. Hij werd gecoacht door Wietse van Alten en Van der Ven nam deel aan de Olympische Zomerspelen 2012 waar hij als eerste Nederlandse deelnemer in actie kwam. Hij eindigde op een verdienstelijke vierde plaats in de eindrangschikking na zowel in de halve finale tegen de Japanner Takaharu Furukawa als in de troostfinale tegen de Chinees Dai Xiaoxiang met een shoot-off te verliezen. In de achtste finales won Van der Ven van de als eerste geplaatste Zuid-Koreaan Im Dong-Hyun. Van der Ven werd in Londen bijgestaan door bondscoach Wietse van Alten, die in 2000 zelf de bronzen medaille had gewonnen bij de Olympische Spelen in Sydney. In 2013 wist hij in het Poolse Rzeszow wederom de Europese kampioenschappen (maar nu indoor) zowel individueel als met het team te winnen. Later dat jaar behaalde Rick van der Ven op het Wereldkampioenschap Outdoor in het Turkse Belek-Antalya een zilveren medaille samen met zijn teamgenoten Sjef van den Berg en Rick van den Oever.
Tijdens het World Cup seizoen van 2014 nam Rick van der Ven als hoogst gerankte schutter deel aan de World Cup Finale in het Zwitserse Lausanne. Hij behaalde hier een bronzen medaille.
In 2015 wist Rick van der Ven zijn eerste individuele zilveren medaille te behalen tijden het WereldKampioenschap Outdoor in het Deense Kopenhagen. Hij was daar de eerste niet Koreaanse schutter die sinds 2007 de gouden finale wist te bereiken. Tevens was hij de eerste Nederlander ooit die een WK-finale wist te behalen in de discipline Recurve.
Sinds 2009 traint Van der Ven op Sportcentrum Papendal waar hij tevens werktuigbouwkunde studeerde aan het ROC Rijn IJssel in Arnhem en werkt hij als productontwikkelaar bij een groothandel in handboogartikelen.

## Resultaten
| 2007 NK-Outdoor Cadet Face-2-Face Junioren - Diessen 2008 NK-Outdoor Junioren Face-2-Face Junioren - Diessen Junior Cup Team - Legnica (Polen) 7e Face-2-Face - Amsterdam 2009 WK Junioren Outdoor - Ogden (USA) Junior Cup Team - Legnica (Polen) 5e Junior Cup Individueel - Legnica (Polen) 2010 EK-Indoor Junioren Team - Porec (Kroatië) NK-Outdoor NK-Outdoor Junioren NK-Indoor EK-Outdoor Junioren Team - Winnenden (Duitsland) NK-Indoor Junioren 4e EK-Outdoor Junioren - Winnenden (Duitsland) 2011 NK-Outdoor NK-Indoor Junioren WK-Outdoor Junioren Mixed Team - Legnica (Polen) NK-Indoor WK-Outdoor Junioren Team - Legnica (Polen) EMAU GP-Outdoor Team - Antalya (Turkije) | 2012 4e Olympische Spelen EK-Outdoor - Amsterdam EK-Outdoor Team - Amsterdam NK-Outdoor Berlin Open - Berlijn (Duitsland) European Indoor Toernament - Nimes (Frankrijk) 2013 EK-Indoor - Rzeszow (Polen) EK-Indoor Team - Rzeszow (Polen) World Cup-Indoor - Marrakesh (Marokko) NK-Indoor WK-Outdoor Team -Belek-Antalya (Turkije) European Indoor Toernament - Nimes (Frankrijk) NK-Outdoor -Almere (Nederland) Indoor World Cup Finale - Las Vegas (USA) 2014 World Cup-Indoor Final - Las Vegas (USA) World Cup-Indoor - Las Vegas (USA) World Cup - Wroclaw (Polen) Eucrea Archery Champions-Day - Sternenfels (GER) NK-Indoor NK-Veld - Zuidlaren (Nederland) NK-Outdoor - Weert (Nederland) Wereldkampioenschap Indoor Team - Nimes (Fr) World Cup Final - Lausanne (Zwitserland) World Cup - Shanghai (China) World Cup Team - Shanghai (China) | 2015 EK-Indoor Team - Koper (Slovenië) NK-Indoor WK-Outdoor -Kopenhagen (Denemarken) European Grand Prix Team - Marathon (Griekenland) NK-Outdoor - Baarschot/Hilvarenbeek (Nederland) Olympic Test Event Team - Rio de Janeiro (Brazilië) European Games Team - Baku (Azerbaijan) World Cup - Medellin (Colombia) 2016 World Cup Team - Shanghai (China) Kahraman Bagatir Team - Antalya (Turkije) NK-Outdoor - Baarschot/Hilvarenbeek (Nederland) 2017 NK-Veld - St. Oedenrode (Nederland) GT-Open - Luxemburg (Luxemburg) 2018 WK-Indoor Team - Yankton (USA) NK-Outdoor - Den Bosch (Nederland) NK-Indoor - Den Bosch (Nederland) GT-Open - Luxemburg (Luxemburg) 2019 NK-Indoor - Den Bosch (Nederland) |